# Pseudopanurgus pueblanus
Pseudopanurgus pueblanus är en biart som först beskrevs av Timberlake 1975.  Pseudopanurgus pueblanus ingår i släktet Pseudopanurgus och familjen grävbin. Inga underarter finns listade i Catalogue of Life.